# Duck and Cover
Duck and Cover é um filme de defesa civil (algumas vezes caracterizado como um filme de orientação social ou propaganda) produzido em 1951 (publicado pela primeira vez em janeiro de 1952) pela Defesa Civil do governo dos Estados Unidos pouco depois do início dos testes nucleares da União Soviética.
Escrito por Raymond J. Mauer e dirigido por Anthony Rizzo da Archer Productions e feito com ajuda de estudantes da cidade de Nova Iorque e Astoria, NY, foi apresentando em escolas como a pedra angular da campanha pública de conscientização do governo chamada Duck and Cover. O filme afirmava que uma guerra nuclear poderia ocorrer a qualquer momento, sem aviso, e os cidadãos estadunidense deveriam manter isso sempre em mente e estar preparado. O filme foi desenvolvido para ensinar a popualação a maneira mais eficaz para sobreviver a eventuais ataques de bombas atômicas durante o período de Guerra Fria.
O governo norte-americano contratou a Archer para produzir Duck and Cover. Atualmente o filme é de domínio público e amplamente disponível por meio de fontes na Internet e também em DVD.